# Direito e Democracia: Entre Facticidade e Validade
Facticidade e Validade: Contribuições para uma teoria discursiva do direito e da democracia (título original em alemão: Faktizität und Geltung) é uma obra do filósofo alemão Jürgen Habermas, publicada em 1992.
"Facticidade e Validade" é o título da versão em português do original alemão "Faktizität und Geltung: Beiträge zur Diskurstheorie des Rechts und des demokratischen Rechtsstaats". A edição original foi publicada em 1992 pela editora alemã Suhrkamp, de Frankfurt am Main, integrando a coleção "Suhrkamp Taschenbuch Wissenschaft".  Em 1994 recebeu uma nova edição ampliada. A primeira edição em português, com o título "Direito e Democracia entre Facticidade e Validade" foi traduzida por Flávio Beno Siebeneichler, da Universidade Gama Filho, e publicada em 1997, em dois volumes, pela Editora Tempo Brasileiro, em sua coleção "Tempo Universitário". A nova tradução em português (com o título original "Facticidade e validade: Contribuições para uma teoria discursiva do direito e da democracia"), feita por Felipe Gonçalves Silva e Rúrion Melo, foi publicada em 2020, integrando a Coleção Habermas da editora da UNESP com as obras completas do filósofo em português.